# Ripresa (metrica)
La ripresa, detta anche respos o refrain, è un ritornello che si lega alle precedenti strofe in modo che l'ultima rima possa essere ripresa dalla rima dell'ultimo verso della strofa.
In provenzale, il ritornello veniva cantato nella ballata dal coro. Nel De vulgari eloquentia di Dante viene chiamata responsorium.